# Langanesbyggð
Langanesbyggð és un municipi d'Islàndia, a la regió de Norðurland eystra. Té una extensió de 2.483 km² i una població de 560 habitants a primer de gener de 2025.
El municipi es va crear l'any 2006 fusionant els municipis de Þórshafnarhreppur i Skeggjastaðahreppur. Això va portar l'antic municipi de Skeggjastaðahreppur que formava part de la regió d'Austurland, a la regió de Norðurland eystra. El 2022, els residents van decidir fusionar-se amb el municipi de Svalbarðshrepp sota el nom de Langanesbyggð.
Les principals poblacions del municipi són Þórshöfn i Bakkafjörður.